# Dennis Wheatley
Dennis Wheatley (Londra, 8 gennaio 1897 – 10 novembre 1977) è stato uno scrittore inglese.

## Biografia
Primogenito di tre figli, quando iniziò a frequentare la scuola Dulwich College venne poi espulso decidendo di intraprendere la carriera militare, entrando nella marina mercantile britannica.
Partecipò alla prima guerra mondiale come cadetto della nave scuola HMS Worcester, fu vittima di un attacco di gas a Passchendaele. Salvatosi, venne trasferito e promosso al grado di sottotenente alla Royal Field Artillery di servizio nelle Fiandre, nel saliente di Ypres. Dopo altri spostamenti strategici, terminò la guerra senza altri coinvolgimenti degni di nota. Da allora si dedicò alla scrittura, diventando uno dei più grandi scrittori del suo tempo per quanto riguarda il genere thriller e l'occultismo. Dai suoi romanzi sono stati tratti i seguenti film: Forbidden Territory (1934) di Phil Rosen con Gregory Ratoff e Binnie Barnes; Intrighi in Oriente (1936) di Andrew Marton con Valerie Hobson e James Mason; The Devil Rides Out (1968) di Terence Fisher con Christopher Lee; La nebbia degli orrori (1968) di Michael Carreras con Eric Porter e Hildegard Knef; Una figlia per il diavolo (1976) di Peter Sykes con Richard Widmark, Christopher Lee e Nastassja Kinski; The Haunted Airman (2006) di Chris Durlacher con Robert Pattinson e Julian Sands.

## Opere
Fra le opere che ha redatto:
- Terra proibita (The Forbidden Territory)[1] (1933)
- I conquistatori di Hollywood (Such Power is Dangerous)[1] (1933)
- Old Rowley (1933)
- Black August (1934)
- La valle favolosa (The Fabulous Valley,[1] 1934)
- Il battesimo del diavolo (The Devil Rides Out, 1934)
- The Eunuch of Stamboul (1935)
- They Found Atlantis (1936)
- Un delitto al largo di Miami o Delitto al largo di Miami (Murder Off Miami,[1] 1936)
- Contraband (1936)
- The Secret War (1937)
- Who Killed Robert Prentice? (1937)
- Red Eagle (1937)
- Uncharted Seas (1938)
- The Malinsay Massacre (1938)
- The Golden Spaniard (1938)
- The Quest of Julian Day (1939)
- Herewith the Clues (1939)
- Sixty Days to Live (1939)
- The Scarlet Impostor (1940)
- Three Inquisitive People (1940)
- Faked Passports (1940)
- La baronessa nera (The Black Baroness,[1] 1940)
- Strange Conflict (1941)
- The Sword of Fate (1941)
- Total War (1941)
- V for Vengeance (1942)
- Mediterranean Nights (1942)
- Gunmen, Gallants and Ghosts (1943)
- The Man Who Missed the War (1945)
- Codeword Golden Fleece (1946)
- Come into My Parlour (1946)
- The Launching of Roger Brook (1947)
- The Shadow of Tyburn Tree (1948)
- The Haunting of Toby Jugg (1948)
- The Rising Storm (1949)
- The Seven Ages of Justerinis (1949)
- The Second Seal (1950)
- The Man Who Killed the King (1951)
- Minaccia occulta (The Star of Ill Omen,[1] 1952)
- Una figlia per il diavolo (To the Devil - a Daughter, 1953)
- Curtain of Fear (1953)
- The Island Where Time Stands Still (1954)
- The Dark Secret of Josephine (1955)
- The Ka of Gifford Hillary (1956)
- The Prisoner in the Mask (1957)
- Traitors' Gate (1958)
- Stranger than Fiction (1959)
- The Rape of Venice (1959)
- Il club di Satana (The Satanist)[1] (1960)
- Saturdays with Bricks (1961)
- Vendetta in Spain (1961)
- Mayhem in Greece (1962)
- The Sultan's Daughter (1963)
- Bill for the Use of a Body (1964)
- Forze occulte nel Terzo Reich (They Used Dark Forces,[1] 1964)
- Dangerous Inheritance (1965)
- The Eight Ages of Justerinis (1965)
- The Wanton Princess (1966)
- Unholy Crusade (1967)
- The White Witch of the South Seas (1968)
- Evil in a Mask (1969)
- Gateway to Hell (1970)
- The Ravishing of Lady Mary Ware (1971)
- The Devil and all His Works (1971)
- The Strange Story of Linda Lee (1972)
- The Irish Witch (1973)
- Desperate Measures (1974)
- The Young Man Said (1977)
- Officer and Temporary Gentleman (1978)
- Drink and Ink (1979)
- The Deception Planners (1980)